# Tarcza (uzbrojenie)

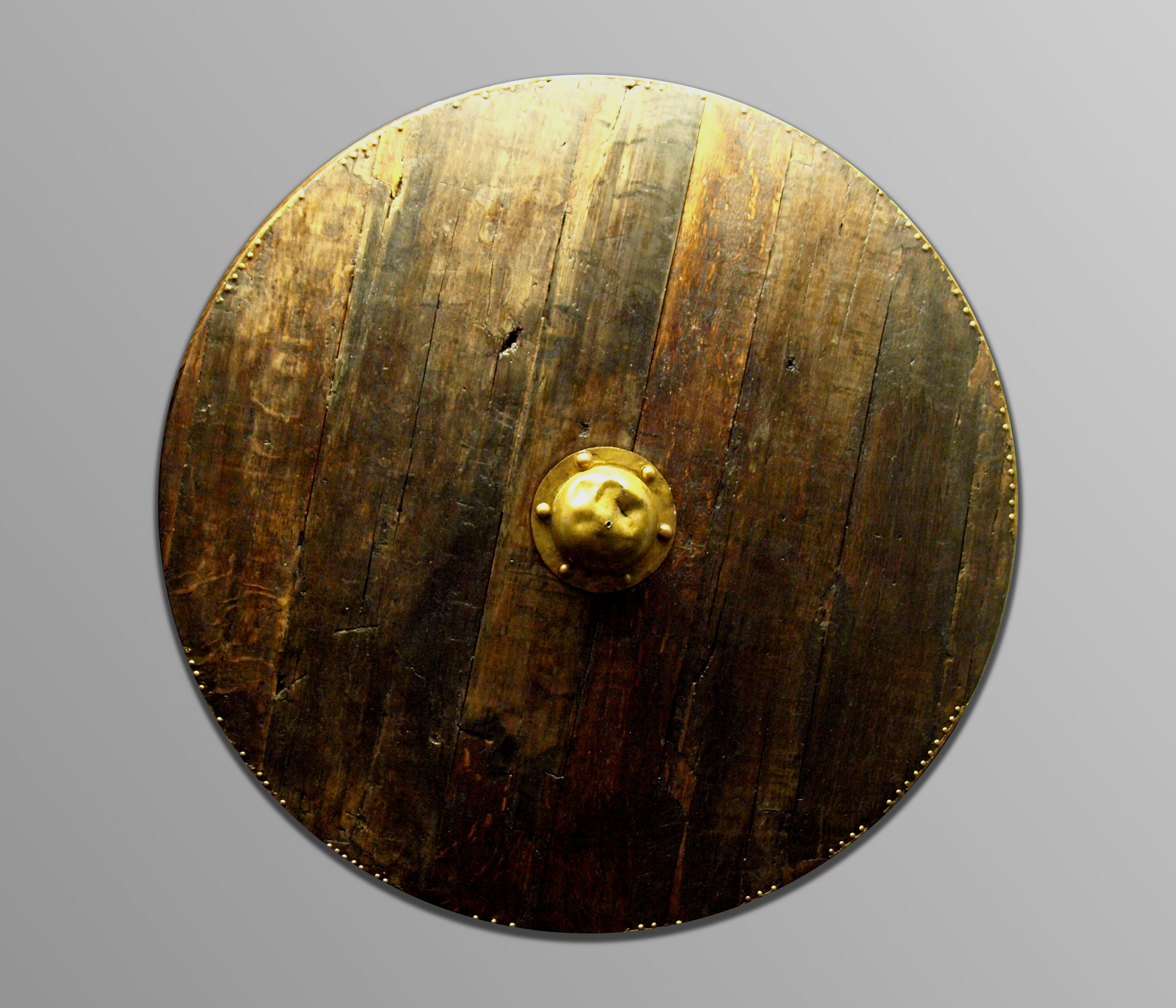
Tarcza z wrzosowiska Thorsberg, III w. n.e.

Tarcza (od starofranc. targe; staropol. szczyt) – rodzaj uzbrojenia ochronnego w postaci wytrzymałej płyty zaopatrzonej w uchwyt, chroniącej użytkownika przed nieprzyjacielem. Używana od starożytności po współczesność.
Wyrabiana z drewna, kory, wikliny lub skóry, a z czasem głównie z drewna powlekanego skórą, często obijanego metalem lub skórą, później także w całości z metalu, współcześnie także z tworzyw sztucznych. Była używana przez piechotę i jazdę co najmniej od okresu brązu, w starożytności poprzez średniowiecze, następnie tracąc na znaczeniu po upowszechnieniu się broni palnej. W specyficznych sytuacjach stosowana również współcześnie, przez formacje porządkowe.

## Starożytność

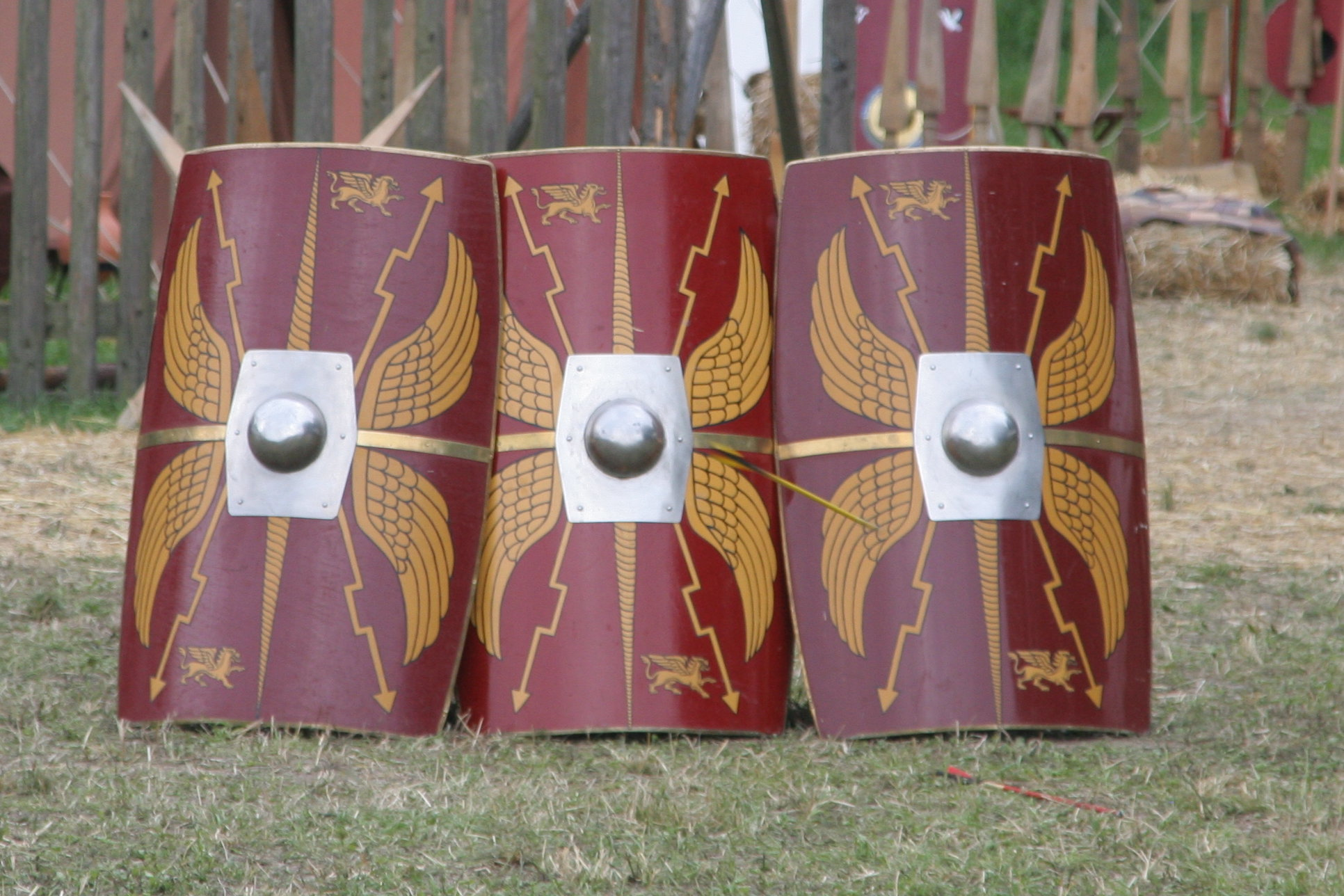
Rzymskie tarcze piechoty – scuta

W starożytnym Rzymie używano tarcz o różnych kształtach i rozmiarach, wśród których wyróżniano scutum, clipeus, parma, ancile. Najpowszechniej używaną była ciężka tarcza legionowej piechoty – scutum, początkowo owalna, później prostokątna i cylindryczna, wcześniej wykonywana z wikliny, potem drewniana z dodatkiem skóry, płótna i elementów metalowych. Stosowano ją od V wieku p.n.e., podlegała ciągłej ewolucji, największe zróżnicowanie jej kształtów nastąpiło w czasach cesarstwa. Clipeus było krągłą, wykonaną z brązu tarczą, kosztowną i ciężką, z której wkrótce zrezygnowano na rzecz praktyczniejszego scutum. Podobną, ale mniejszą i lżejszą tarczą o nazwie parma posługiwała się jazda rzymska, choć w późniejszym czasie zamieniła się ona w broń paradną. Ancilia – tzw. tarcze święte, służyły wyłącznie do celów rytualnych w obrzędach kapłanów Marsa.

## Tarcze późniejszych epok

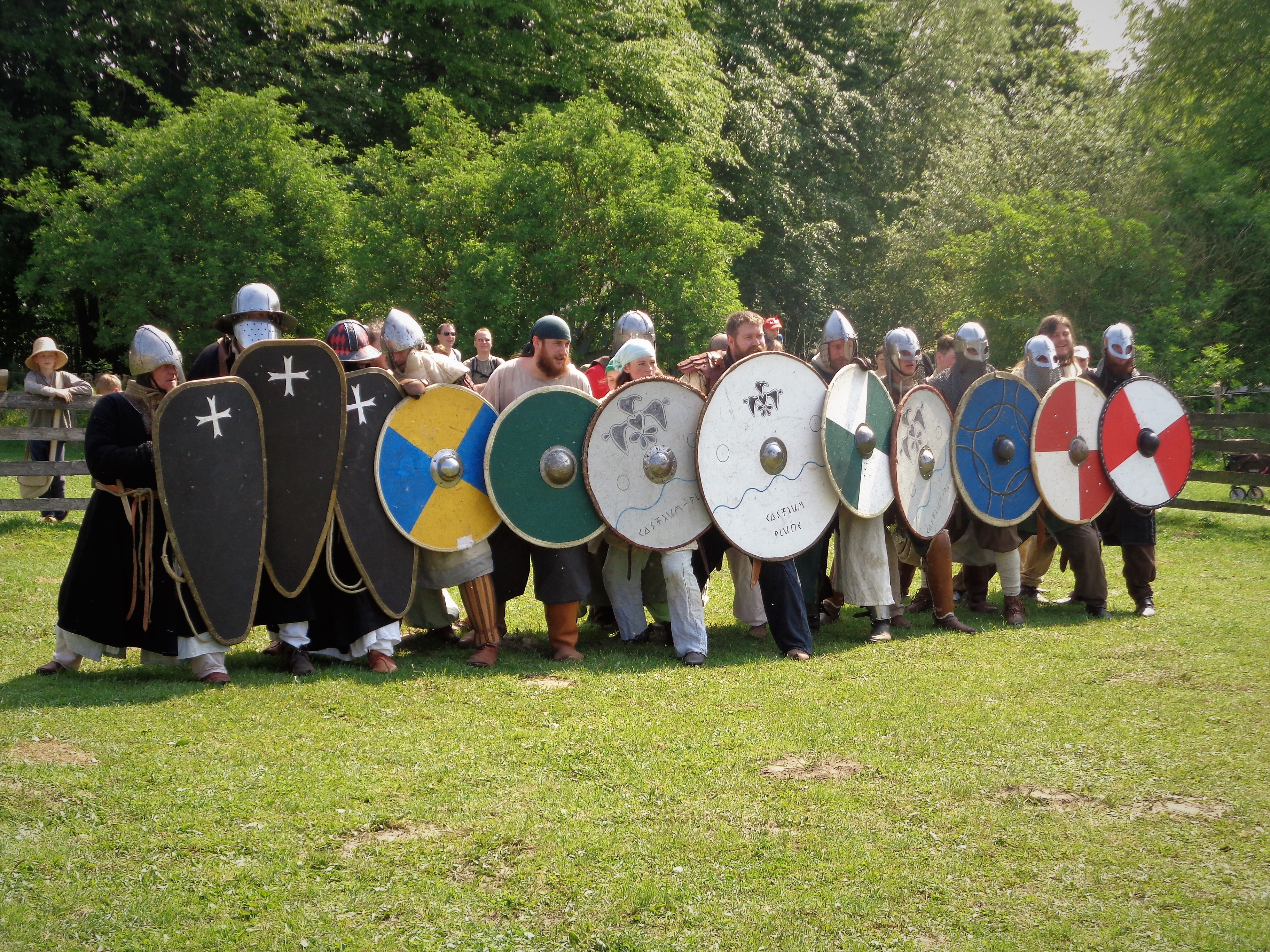
Tarcze okrągłe i migdałowate

W europejskiej historii występowały również tarcze:
- paradne lub ceremonialne – nieochronne, dekoracyjne, używane jedynie jako ozdoba w celach reprezentacyjnych;
- normandzkie – bojowe, o charakterystycznym kształcie migdała;
- szermiercze – wykorzystywane wyłącznie w szermierce;
- węgierskie – huzarskie, w kształcie ptasiego skrzydła.

Wielkie tarcze germańskie, drewniane lub plecione z wikliny, były najczęściej czworokątne i pokryte skórą. Przypuszcza się, że kształt wczesnych tarcz miał związek z taktyką walki. Europejscy wojownicy piesi stosowali zazwyczaj tarcze okrągłe, wyposażone w umbo chroniące znajdującą się za nim dłoń, jeźdźcy używali raczej tarcz dłuższych, owalnych, później migdałowatych, lepiej chroniących sylwetkę konnego wojownika. Znane z licznych i dość dobrze zachowanych wykopalisk tarcze skandynawskie z początków naszej ery i wczesnośredniowieczne tarcze wikińskie były zazwyczaj okrągłe, wykonane z kilku desek różnego rodzaju drewna, najczęściej wyposażone w umbo, wzmacniane drobnymi okuciami, niekiedy z okutym rantem. Niektóre egzemplarze były oklejane jednostronnie, obustronnie lub na krawędziach skórą, o średnicy od ok. 80 do 100 cm. Tarcze wikińskie były z reguły malowane. Tarcze słowiańskie z tego okresu, zwane szczytami, były często tarczami jeźdźców, wydłużonymi pionowo, do formy owalu. Zabytki ikonograficzne pokazują, że stosowanie tych typów tarcz nie było regułą, m.in. pruscy wojownicy piesi na Drzwiach Gnieźnieńskich przedstawieni są z tarczami owalnymi. W XII i XIII w Zachodniej Europie popularne stają się tarcze normandzkie, spiczaste u dołu (wysokości. od ok. 120 do 180 cm, szerokości ok. 80 do 90 cm), zdobione jaskrawymi malowidłami, często o motywach fantastycznych zwierząt, znane m.in. z tkaniny z Bayeux. Z czasem tarcze zaczęły się zmniejszać, przybierając kształt zbliżony do trójkąta.

## W Polsce

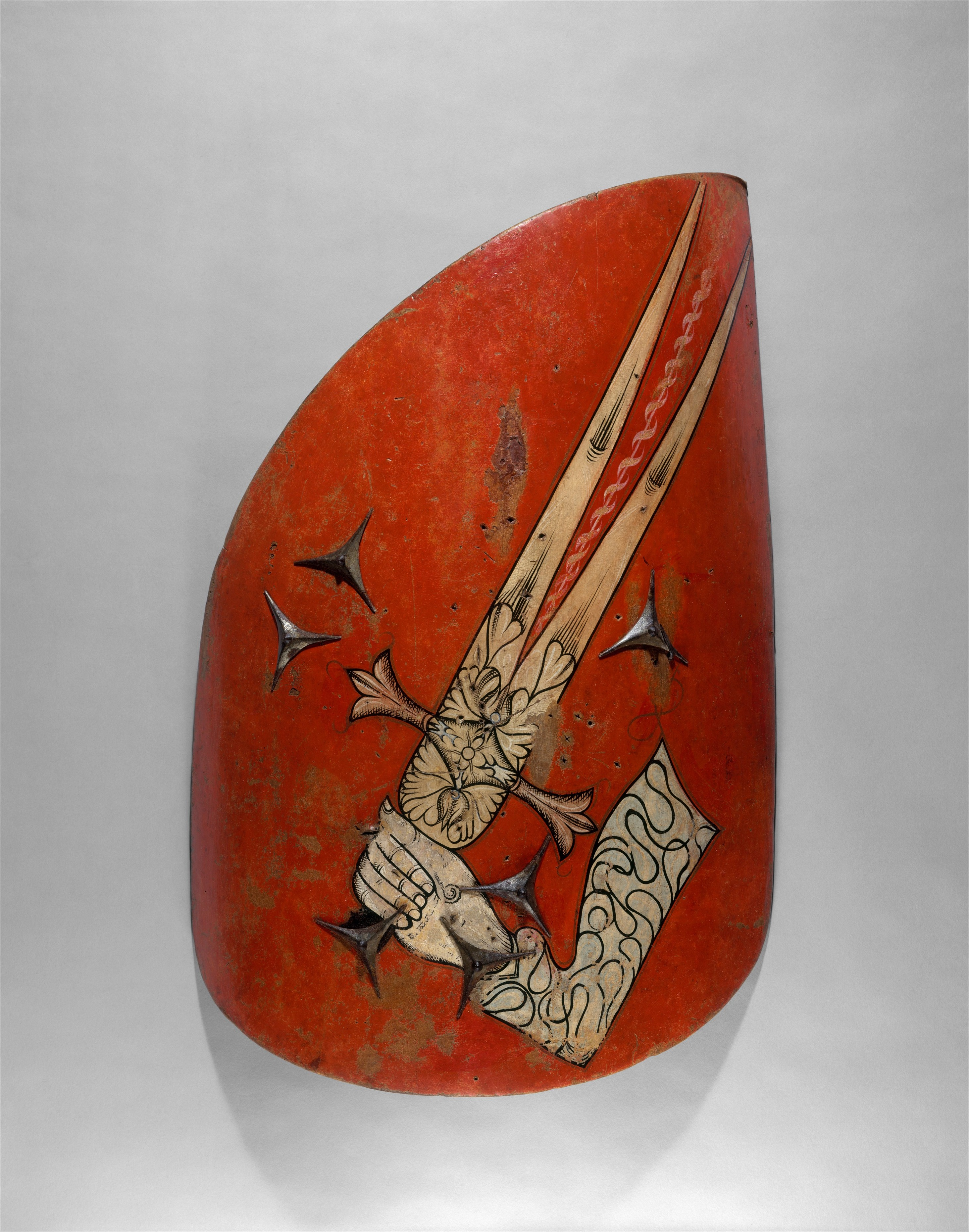
Tarcza w stylu węgierskim (XVI w.). Popularnie używana przez polską husarię

Wytwórców tarcz nazywano w średniowiecznej Polsce „szczytnikami” od staropolskiej nazwy tarczy – „szczytu”. Szczytnikami nazywano również w piastowskiej Polsce żołnierzy walczących pieszo, uzbrojonych we włócznie, miecze i topory chroniących się tarczami. W Polsce istnieje wiele miejscowości, których nazwy wywodzą się od wytwórców tarcz, m.in. dawna wieś służebna Szczytniki we Wrocławiu.
Od XVI wieku, wraz z rozwojem i zmianami w uzbrojeniu, tarcza traciła stopniowo na znaczeniu.
Współcześnie tarcza bywa używana przez siły porządkowe: policję i milicję.